# 陳淑樺
陳淑樺（1958年5月14日—），台灣女歌手。中國文化大學畢業（主修舞蹈；副修音樂）。童年即進入歌壇，經過多年磨練後，在1982年的台灣後民歌時期，以《夕陽伴我歸》獲得突破。1985年获金钟奖最佳女歌手奖，1991年和1996年两度获金曲獎最佳華語女歌手獎。1989年，以《跟你說 聽你說》專輯締造台灣史上第一張唱片銷量破百萬的紀錄。陳淑樺一共發行過三十餘張个人專輯，作品總數約420首，包括國語、英語、台語、粵語和日語歌曲。在1998年發行最後一張專輯後退出歌壇，進入慈濟工作。

## 演藝歷程

### 童年和少年期（1966-1976）
陳淑樺自幼喜愛音樂，常拿掃帚作麥克風，跟着音樂唱和跳。小學一年級時加入“牧星合唱團”開始學習音樂。1966年，年僅八歲的陳淑樺參加當時台灣最大型的歌唱比賽——中廣的「台灣歌謠比賽」，以〈個個滿足〉奪得社會組冠軍。
1967年，九歲的陳淑樺與江蕾共同錄製台語流行音樂專輯《歌唱成名》，其中〈水車姑娘〉為陳淑樺初試啼聲的歌曲。從此，陳淑樺以童星身分踏入歌壇。三年后，七星唱片發行陳淑樺的國語歌曲，收集在《忘也忘不了》和《干杯吧！恰恰》等專輯裡。
1971年，陳淑樺就讀金華女中，在中視《金曲獎》、《蓬萊仙島》演出。1972年，歌林唱片發行她參賽的單曲〈交叉線〉。1973年，15歲的陳淑樺在海山唱片發行了個人首張專輯《愛的太陽》。
國中畢業后，陳淑樺考上中國文化學院舞蹈科。大二上學期避開家人耳目，考了歌星證。她顶着家人的反對，在台灣飯店以英語歌駐唱了兩年，為她后来的英語演唱打基礎。
陳淑樺成年前共錄制約30首歌，內容偏成人化。這是她練聲的階段。

### 成年早期 （1976-1978）
1976至1977年，陳淑樺成年早期，由大三洋唱片發行了三張國語專輯：《再會吧！心上人》（1976），《寒雨曲》（1977），和《悄悄地說再會》（1977）。她成年后的歌聲比少年時優美，早期歌聲有鄧麗君的甜美。
1978年，寶麗多發行了陳淑樺的專輯《飄雲。落花。愛》。同年，陳淑樺和幾位大學同學合作，錄制了一張罕為人知的英文專輯《陳淑樺西洋歌曲》，由森聲唱片發行，是那個年代流行英文歌的翻唱。雖然她多面向發展，但當時台灣歌壇盛行校園民歌，以西洋歌為根基的陳淑樺並未受到真正矚目。
1977年，陳淑樺成為華視基本歌星，並主持綜藝節目《千里單騎》两年，走遍了台灣各地風景區。1979年赴日觀摩后，陳淑樺回華視主持《青青草原》和《星河頌》。
陳淑樺成年早期共錄制了約70首歌。由於唱片公司的問題，這些作品大多沒有得到官方保留。雖然她與鄧麗君同年錄制第一首歌，少年時甚至唱了一些相同的歌，但她成年前注重學業，隻是業余歌手。成年早期又時逢台灣歌壇創作低潮，沒有突穎而出。十多年的磨練給陳淑樺培養出很深的歌唱實力，堅韌的性格和對事業的珍惜，是她后來被稱為“屢敗屢戰”歌手的起源。

### 海山時期（1979-1982）
1979至1982年，陳淑樺進入職業發展重要的時期，和海山唱片共發行七張專輯和幾首單曲，約90首歌。和她以前練聲期不同，這些歌大都是原創曲目，給她帶來成名的可能性。這是她職業生涯的真正開端。
1979年第一张是情歌專輯，不過因發行時機逢中美斷交，故以專輯唯一反美歌曲《自由女神哭泣了》作為專輯名稱。那年的《寧靜海》收集了同名電影的原聲插曲，開始了陳淑樺作為主題曲演唱者的生涯。
1980年，陳淑樺的專輯《歸程》和《美麗與哀愁》，還有1981年的專輯《又見春天》也是電影主題歌和插曲專輯，有不少旋律優美的歌，使陳淑樺碧玉般的歌聲得到展示。這些作品包括多首由葉佳修，翁清溪，張弼，和劉家昌等人譜的歌。〈娃娃的故事〉，〈美麗與哀愁〉，〈含羞草〉等歌曲給陳淑樺豎立了優柔清純的早期音樂形象。但此時台灣歌壇青黃不接，《又見春天》后有一年陳淑樺沒有錄制新歌。她做了離壇和留美的准備。
陳淑樺的星途在1982年發生了轉折，達到她歌唱生涯的第一個高峰。在那年農曆前，她發表了以主打歌《夕陽伴我歸》同名的個人專輯，並採用快歌慢歌皆有的唱片製作模式，該專輯成為當年台灣賣座最佳專輯。專輯中的《紅樓夢》是唯一一首陳淑樺后來兩次重新錄制的歌曲（1990年和1995年）。
1982年，陳淑樺發行在海山唱片的最后一張專輯《她的名字是愛》，其中〈七裡香〉，〈秋夜的低語〉和〈紅磚路〉等歌曲延續了《夕陽伴我歸》裡陳淑樺體現出的中音段的魅力。海山后來將她的作品數字化，發行了好幾張陳淑樺海山大碟，為她職業早期作品的保留做出重要貢獻。
1982年十月底，陳淑樺去日本參加第十三屆世界流行歌謠賽，演唱了翁清溪作曲的英文和日語歌曲《今夜承諾我》，入圍世界前十六，進入決賽。她出色的演唱得到國際唱片公司的注視，百代認為她可以取代剛離開公司的黃鶯鶯。陳淑樺后來採訪中說日本歌謠賽是她職業的重要轉折點，既決定了她海山約滿后下一步的行程，又使她開闊了視野，將目標定為國際一流水准。

### 百代前期（1983-1986）
1983年，陳淑樺與新加坡百代唱片（EMI）簽約（截止1986年，百代在台灣的代理是四海唱片），出版了數張高品質的中英文專輯。除了唱片製作，百代注重對陳淑樺的宣傳，每張專輯都有全新的造型和大量的報刊宣傳。百代期是陳淑樺歌唱生涯裡最高產、大膽和多元化的時期，也讓她實現職業中很重要的裡程碑：獲取金鐘獎最佳女歌手獎。英文演唱，以及百代唱片在新加坡和馬來西亞的市場，讓陳淑樺在新馬地區產生持久的國際影響。
據譚健常說，百代希望陳淑樺在中文和英文歌雙方發展，中文歌由四海的譚健常制作，英文歌由新加坡的 Reggie Verghese 制作。這時期陳淑樺嘗試了各種音樂路線。她深厚的英文歌演唱史，以及譚健常歌路的西洋化，促進了陳淑樺在百代期間中西結合的音樂路線。她的中英文歌曲一共發行了約100首歌，其中包括〈秋意上心頭〉，〈海洋之歌〉，〈浪跡天涯〉等多首經典歌曲。陳淑樺的成功極大程度歸功於她的敬業精神。譚健常回憶說，有時哪怕所有的人對陳淑樺的錄音都滿意，她自己卻要求重新錄制。
在百代時陳淑樺發行了由 Reggie Verghese 制作的三張英文專輯：1983年《The Right To Sing》，1987年《Miracle of Love》和1988年《Hold Me Now》。陳淑樺不僅以她字典般的標准中文發音聞名，她的英文發音也很准確。雖然她的英文專輯是翻唱，但適合她的歌聲和演唱方式。由於原唱大都是男歌手，陳淑樺的翻唱為這些歌灌注了她的獨特詮譯。和她中文歌含蓄的愛意不同，英文歌更公開地表達愛情，塑造了大膽、叛逆的音樂形象。
陳淑樺第一張在百代的華語專輯《星光滿天》（又名《口琴的故事》），在1983年綜藝100排第7。唱片銷量很快上五萬，實現了陳淑樺入歌壇以來的第一個願望。同年，她發行了西式十足的專輯《海洋之歌》，包括中文原創和翻唱曲目和一些中文歌詞演唱的外語歌，比如〈闪舞〉。這張專輯鞏固了她在新馬地區的名聲。陳淑樺以《海洋之歌》參與1984年的金鐘獎選拔，但由於材料准備倉促而未進入后期競賽，促使陳淑樺之后進一步完善她的歌唱技巧。 
1984年，陳淑樺推出專輯《無盡的愛》，成為下一年金鐘獎的入圍材料。1984年底和1985年初，陳淑樺發行《浪跡天涯》，一舉突破百代最高銷售量。該專輯1985年在馬來西亞的銷售量是流行樂天王麥可·傑克森專輯《Thriller》銷量的兩倍。 
1985年3月，陳淑樺獲得金鐘獎最佳女歌手獎項，击败苏芮和王芷蕾。她是第五位獲得該獎的女歌手，是她多年敬業的成果。金鐘獎奠定了她天后的地位。隨后，她參與了《明天會更好》的群星錄制。
但據譚健常說，百代工作環境在1985年發生變化，導致譚健常離開百代，中斷與陳淑樺的合作。1985年八月，陳淑樺發行她与譚健常合作的最后一張原創中文專輯《黑發變白發》，又名《情》，收集了多首帶有告別意義的歌曲，如〈黑發變白發〉，〈窗前雨〉，〈結局〉，〈際遇〉和〈訣〉。
1986年，百代結束了四海唱片在台灣的代理發行權。再加上譚健常的離職，給陳淑樺的音樂制作帶來困難。1986年陳淑樺沒有出原創個人專輯，以其他方式填補了空白。《賀歲》專輯出在年初，收集了10首傳統的農歷新年賀年歌曲（后來的重發版另加了兩首歌）。同年，陳淑樺給新加坡電視連續劇《紅頭巾》唱主題曲和插曲，收集在《紅頭巾》所有曲目的卡帶裡。
1986年春節，陳淑樺接受了香格裡拉夜總會的邀請，和費玉清一起在馬來西亞吉隆坡舉辦「金鐘歌王歌后」演唱會。陳淑樺的演出在演唱會的下半場，共約50分鐘。其中除了一些百代期經典歌，還演唱了幾首從未收入其它專輯的英文，台語和粵語歌，是她極少的全場現場錄音作品。
不幸的是，由於百代結構變故，陳淑樺在百代期的作品沒有得到后期支持。英文歌已不再銷售。雖然四海重發過百代期的幾張國語專輯，但在線歌曲缺少官方支持，帶來作品流失的可能。

### 百代后期和滚石早期（1987-1989）
1986年，百代在台灣的代理转到滚石唱片，滾石音乐人鈕大可被選為陳淑樺的新音樂制作人。她於1987年初發行了《等待風起》（初名《光陰的故事》）。接下來，為了避免單一性，陳淑樺嘗試了和不同制作人的合作，包括滚石副总经理李宗盛，音乐人陳昇，小虫，王治平，陶喆，以及外籍音樂人。但由於陳淑樺與百代唱片的合約未滿，因此在1987-1989年期間，她的專輯在台灣發行時，會同時掛上滾石及EMI雙商標，而她在新馬地區的宣傳和活動仍由百代處理。。
在這三年間，陳淑樺推出了四張國語專輯：《等待風起》（1987），《女人心》（1988），《明天，還愛我嗎？》（1988）及《跟你說 聽你說》（1989）。她的歌曲成為華人流行歌曲主流，也使陳淑樺在華語流行歌壇中達到“天后中的天后”地位。
陳淑樺進入滾石時剛拿下金鐘獎，對歌唱事業依然盡心盡力，黃韻玲說她是滾石唱片公司的“精神指標”。當時，音樂創作進入“藝人和作品”（A&R：Artist & Repertoire）聯合的制作方式，制作人試圖將陳淑樺演唱的歌與歌手聯系起來。1988年《明天，還愛我嗎？》專輯試圖以陳淑樺的情感經歷為背景，但她回避透露自己的經歷。專輯由黃韻玲輔助編曲，陳昇和小虫等人作曲，是陳淑樺歌路多樣的聚焦。在90年代初採訪中，陳淑樺提及《明天，還愛我嗎？》是她最喜愛的專輯之一。
1989年，陳淑樺發行專輯《跟你說 聽你說》，與李宗盛、黃建昌和李正帆合作，這是臺灣音樂史上第一張破百萬銷量的唱片。主打歌〈夢醒時分〉是專輯成功的重要關鍵，陳淑樺在這首歌扮演了心理咨詢的角色，對失戀的聽眾表示同情，並提出走出心碎的勸導。〈夢醒時分〉在三十多年后仍廣受歡迎，截至2024年初，該曲在YouTube的點閱率近億，是陳淑樺最為经典的代表作。
和百代前期避開做秀不同，陳淑樺在百代后期多次現場表演，包括節日演唱，小品短劇，以及滾石跨年音樂會。現場表演給她更多演繹情感的方式，讓她在演唱中講述故事，安慰人心，和解答愛情中的問題。陳淑樺早年的優雅依舊，但逐步建立更都市的音樂形象。延續百代前期的慣例，陳淑樺的造型隨每張專輯而變，在《跟你說 聽你說》時期改成中性短發。其歌曲和音樂形象使陳淑樺成為“都會女子代言人”。
1990年，百代終止了滾石在台灣的出版和代理，陳淑樺與百代的合約也到期。滾石買下《跟你說 聽你說》的全權，專輯在海外重新發行，包括中國大陸。但滾石未能取得前三張與百代共同掛鉤的專輯，導致它們從此絕版。由於滾石全權的作品得到完美保留，但百代作品保留欠缺，帶來陳淑樺起身於〈夢醒時分〉的誤解，以及她職業敘述裡片面的轉型論。

### 滚石中期（1990-1992）
從1990年開始，陳淑樺所有作品歸屬滾石唱片。之后三年是她多次獲取音樂獎的時期，但各方面的壓力和健康問題也轉變了她的工作和生活。 
1990年底，陳淑樺發行專輯《一生守候》，是她獲得1991年金曲獎“最佳國語歌曲女演唱人獎”的作品，陳淑樺成爲臺灣有史以來唯一獲得金鐘和金曲獎（華語）的雙料女歌手。而由林青霞主演，三毛編劇的電影《滾滾紅塵》同名主題曲，由羅大佑譜曲，亦在第27屆金馬獎中獲取包括最佳电影音乐奖等多項獎項。另外，專輯裡歌曲〈情关〉是電視劇《末代兒女情》的主題曲，是陳淑樺為武俠影片演唱插曲的代表作之一。
1990年底至1991年，陳淑樺因誤食當時台灣流行但有害的減肥食品，造成身體不適（根據1992年與歸亞蕾的訪談錄音及1992年紐約“今夜星光燦爛”對陳淑樺的採訪，誤食藥約在1991年，非廣泛誤傳的1997年），離開台灣，在調養身體時重新考慮職業生涯。1991年底，陳淑樺康復后，回到台灣為新唱片《聰明糊涂心》作宣傳。該專輯裡包括她的熱門歌〈這樣愛你對不對〉和〈聰明糊涂心〉。據陳淑樺在1992年與歸亞蕾的訪談，專輯同名主打歌是鄭華娟制作來提醒她注重健康。
1992年，陳淑樺到北京，上海等地作滚石唱片的中國巡回演出，收集在《大家樂》唱片裡。其中一次現場演唱的〈問〉成為這首歌的滾石官方音樂視頻。另外，她推出不少極為暢銷的電影插曲，如〈流光飛舞〉和〈笑紅塵〉，和受歡迎的男女對唱，如與成龍合作的〈明明白白我的心〉和與周華健合作的〈萍水相逢〉。〈明明白白我的心〉在香港電台RTHK1992年十大中文金曲頒獎音樂會中获取優秀國語歌曲獎。

### 滚石晚期（1992-1998）
在1991年誤食事件後，陳淑樺大約有三年時間離開台灣，在日本和美國學習並調整生活，也把生活體驗融入音樂之中。
1992年，陳淑樺發行《淑樺的台灣歌》，收集了12首經典台語歌，以她選擇的音調和節奏唱出，實現她對臺灣歌文化保存的願望。這張專輯是既鄧麗君八十年代《福建名歌》后的重要台語專輯。
1994年，陳淑樺推出《愛的進行式》，除幾首新歌（如三毛經典〈夢田〉）外還收集了她的幾首熱門歌，包括〈夢醒時分〉和〈滚滚紅塵〉等。专辑的英译名為The Dearest of Sarah，代表著她自己最亲爱的精选歌。
1995年，陳淑樺發行她第一張R&B風格專輯《淑樺盛開 FOREVER》。而后1998年發行的《失樂園》仍帶有R&B元素，這兩張專輯是陳淑樺淡出歌壇前留下的歌曲新路線。1995年中旬，陳淑樺為新專輯《淑樺盛開》在港台和新馬地區做了大量的宣傳，其中提及她在1991年和1995年兩次大病康復後的人生觀改變，包括對生命和情感的珍惜和對命運的接受。
1995年底，陳淑樺發行專輯《生生世世》，除了同名主打歌，還有新歌〈娃娃已長大〉，對應她1980年《歸程》裡的作品〈娃娃的故事〉，以及與張國榮對唱電影《風月》的主題曲〈當真就好〉。該專輯還收入9首陳淑樺重新錄制的歌曲，成就了她對這些歌的保存和重新演繹。大多歌曲的選擇帶有致謝、人生反思，和告別意義，如〈秋別〉、〈窗前雨〉、〈別后無恙〉和〈擁抱我〉等。
1996年，陳淑樺以《生生世世》擊敗王菲、葉蒨文、張清芳和蔡琴獲得第7屆金曲獎最佳國語歌曲女演唱人獎，這是她第二次獲得此獎項。此次她沒有親自出席領獎。1997年她與張信哲出席頒發金曲獎，也是她後期極少出現在螢光幕前的一次。
1998年，陳淑樺在發行完專輯《失樂園》後全面退出演藝事業。此後如周華健、李宗盛等歌手辦演唱會，都有事先傳出陳淑樺出任神秘嘉賓的消息，不過傳言均未成真。
2003年新年，陳淑樺接受陶晶瑩電話專訪時，表示「我不是不在演藝界中。因為我有一些事情很復雜，我沒有辦法說得很清楚」。並說「如果很方便的一種狀況之下，我是可以跟媒體見面，因為我也很希望把最真實的一面告訴所有的聽眾」。對歌迷們的掛念她十分感謝，說「我感恩，我祝福」。
2007年黃韻玲在節目上說陳淑樺現在生活過得相當好，或許只是在等待重返演藝圈的時機。但陳淑樺仍並沒有復出歌壇，也沒有再接受公開採訪。她沒有參加2010年滾石30慶祝，也沒有出現在2021年巨星重唱他們1986年的〈快樂天堂〉。

## 音樂成就和影響力

### 音樂成就
2003年，滾石唱片為吸引陳淑樺復出錄了紀錄片《給淑樺的一封信》，採訪她過去在滾石的同事，包括李宗盛，陳升，小虫，蘇慧倫，周華健，陶喆和陳勇志等人。他們認為陳淑樺是台灣音樂史一個重要鏈接，她橫跨了1970年代的民謠到1990年代的華語流行歌曲，並且開發R&B新路線。他們說很少有歌手能像陳淑樺一樣在多樣歌曲類型和好幾個時代裡都得到成功，並說她的成就不太可能復制。他們指出陳淑樺的成功來源於多方面，包括完美的歌聲，精確的發音，對台灣文化深入的理解，對歌曲獨特的詮譯，和不受復雜社會而動的純淨。周華健稱陳淑樺為“天后中的天后”。
其他著名音樂家也強調陳淑樺對歌曲情感獨特和精確的把握。黃霑給《青蛇》寫了主題曲〈流光飛舞〉后特意去找身在美國的陳淑樺，認為隻有她才能准確捕捉歌裡細膩的情感。黃霑說陳淑樺的演唱使這首歌成為他作品中最耐聽的歌之一，流傳度超過電影自身。
民謠大師葉佳修認為陳淑樺是台灣“最具文化氣息的女歌手”。曾和陳淑樺角逐音樂獎項的蘇芮在1987年獲金鐘獎后採訪中說，“淑樺的歌聲美，歌路廣，造型很現代但還可以大膽的變，她有很多的路可以走。” 羅大佑稱陳淑樺為第一流的歌手，認為她獨唱的〈滾滾紅塵〉超越與羅大佑的合唱。〈滾滾紅塵〉細微而復雜的情感和深入的文化背景是陳淑樺的寫照。

### 文化和社會影響
陳淑樺作為國際唱片公司EMI（百代）歌手，八十年代在新加坡和馬來西亞產生國際性的影響。2007年，新加坡新傳媒電視為慶祝製作戲劇25周年舉辦了隆重盛會《戲劇情牽25》。在觀衆投票選出25年來最喜愛的五大電視劇主題歌中，陳淑樺1986年為電視劇《紅頭巾》唱的主題歌入选。此外，陳淑樺百代期的作品，以及鄧麗君的歌曲，是馬來西亞音樂史上的過渡。
八十年代末，陳淑樺的作品對台灣社會，尤其是女性地位的上升，起了重要作用。據馬世芳说，陳淑樺八十年代末的影響契合於當時台灣社會的變化：很多女性從鄉下移到大城市，承擔白領工作。雖然她們和男性能力相當，但往往需要工作得更勤勞，並犧牲個人生活。獨立自主的陳淑樺是這群人的代表。她的歌曲提倡女性獨立，她在採訪中表達對愛情中男女平等的追求，並逐漸樹立了成熟和都市的音樂形象，使她成為”都會女子代言人”。
陳淑樺音樂形象的多樣化，包括九十年代初的中性發式和歌曲內容，也影響了華語歌壇女藝人和歌曲的走向。蘇慧倫說陳淑樺開啟了台灣女歌手多元化的時期。2024年文獻報道說，華語音樂延續了從陳淑樺以來的女子獨立，不依賴於愛情的思路。這是對陳淑樺音樂的長期社會影響的肯定。
在滾石紀錄片《給淑樺的一封信》裡，同事對陳淑樺在“都會女子”走向上的作用有不同程度的認可。李宗盛一方面承認陳淑樺本人的品質給了他寫歌的啟發，另一方面強調制作人對她形象變化的作用。周華健認為歌手和制作都重要，把陳淑樺和滾石的合作比喻成“雞生蛋，還是蛋生雞”的問題。陳昇則強調陳淑樺在進入滾石前已經走過的漫長的路。紀錄片最終未能吸引陳淑樺返回歌壇。

### 長期影響
陳淑樺在歌迷心中保持長久的重要地位。2018年，陳淑樺被新加坡中文廣播電台96.3好FM的聽眾選為《80/90年代十大巨星》。2020年，陳淑樺演唱的〈問〉获得《輝煌90》冠軍，〈夢醒時分〉获得《熱門八十》亞軍。與成龍的对唱〈明明白白我的心〉获得《男女對唱》亞軍。她在新加坡電台過去十幾年來獲取各種獎項，詳情可見參考文件，是她在台灣，香港，馬來西亞，和新加坡等地有持久影響的顯示。

## 個人生活
陳淑樺出生於台北，家中排第四，有一個哥哥和四個姐妹。父母受過日本教育，家規很傳統並嚴格。父親是室內裝修設計師，母親是她的經紀人，會說流利的日語。雖然她父母一開始不支持她踏入歌壇，但由於她職業的需求，在當時沒有職業經紀人時，她母親兼任她的經紀人和日常生活助理。
和眾多謠言相反，陳淑樺早在1985年金鐘獎后廣播中就提及母親鼓勵她婚嫁。 陳淑樺一生獨立，追求個人關系中男女平等。在職業生涯中保持與男同事職業距離。2003年最后電話採訪中她表明未婚。
退出演藝界后，陳淑樺進入慈濟工作。曾和她在娛樂界牽線的田定豐說她“對自己自律，但對別人很寬”，并说她雖然身居節儉，但卻是慈濟的長期慷慨捐款人。

## 音樂作品

### EP
| 發行日期  | 專輯名稱       | 發行公司 | 語言 | 曲目                                                                                           |
| --------- | -------------- | -------- | ---- | ---------------------------------------------------------------------------------------------- |
| 1970年2月 | 《忘也忘不了》 | 七星唱片 | 國語 | 曲目 1. 忘也忘不了 2. 海邊之戀 3. 我不能沒有你 4. 我愛巴比多                                   |
| 1986年    | 《紅頭巾》     | 百代唱片 | 國語 | 曲目 1. 紅頭巾（新加坡電視劇《紅頭巾》主題曲） 2. 艷陽下的日子（新加坡電視劇《紅頭巾》片尾曲） |

### 正規專輯

#### 國語專輯
| 發行日期       | 專輯名稱             | 發行公司                     | 語言 | 曲目 |
| -------------- | -------------------- | ---------------------------- | ---- | --- |
| 1973年7月      | 《愛的太陽》         | 海山唱片                     | 國語 | 曲目 1. 愛的太陽 2. 小小的希望 3. 我愛禮拜天 4. 可愛的春天 5. 歌唱全壘打 6. 美好的星期天 7. 舊夢何處尋 8. 莎麗娜戀歌 9. 等我吧 ! 愛人 10. 今夜有你在身邊 |
| 1976年10月     | 《再會吧！心上人》   | 大三洋唱片                   | 國語 | 曲目 1. 他的話 2. 永遠的祝福 3. 匆匆來匆匆去 4. 初戀滋味甜 5. 永遠愛我 6. 再會吧 ! 心上人 7. 流水寄情 8. 呢喃的燕子 9. 陽光 ! 海浪和白雲 10. 我願 |
| 1977年2月      | 《寒雨曲》           | 大三洋唱片                   | 國語 | 曲目 1. 寒雨曲 2. 小小羊儿要回家 3. 空留回忆 4. 母亲你在何方 5. 秋的怀念 6. 爱神的箭 7. 夜来香 8. 紫丁香 9. 相思河畔 10. 昨夜你对我一笑 11. 苏州河边 12. 我在静静等你                                                                                             |
| 1977年1月      | 《悄悄地說再會》     | 大三洋唱片                   | 國語 | 曲目 1. 悄悄地說再會 2. 我總會念著你 3. 青春樂 4. 春花開在你臉上 5. 啞女情深 6. 灑滿月光的海上 7. 背影和足音 8. 償不完的情意 9. 大海藍天 ! 我的心 10. 到那裡再找一個你 11. 不變的愛 12. 片片雲 ! 片片情                                                           |
| 1978年         | 《飄雲。落花。愛》   | Polydor唱片                  | 國語 | 曲目 1. 飄雲‧落花‧愛 2. 往事难回味 3. 河畔忆情 （初夏恋歌） 4. 云雀与白花（小云雀） 5. 雲水故鄉 6. 流水寄情 7. 夜來香花送情郎 8. 多情人儿在何方 （山地歌） 9. 漫步山林间（美丽借口词） 10. 爱的小船 11. 爱的路上甜蜜蜜（长崎之女） 12. 到底爱我不爱               |
| 1979年         | 《自由女神哭泣了》   | 海山唱片                     | 國語 | 曲目 1. 自由女神哭泣了 2. 初戀情意 3. 幸福永遠在身邊 4. 來到初戀地方 5. 深情 6. 荷葉·蓮花·藕 7. 戀 8. 我會把你記在心裡 9. 流水落花情 10. 有一個女孩 11. 愛的心兒多明亮 12. 我心裡有句話                                                                           |
| 1979年         | 《寧靜海》           | 海山唱片                     | 國語 | 曲目 1. 寧靜海 2. 我又翻開舊日記 3. 秋風吹 4. 微微的一笑 5. 秋雨·伊人·我 6. 小雨敲窗 7. 海一樣的戀情 8. 是否你已淡忘 9. 寧靜的海寧靜的愛 10. 今天最可愛 11. 窗外 12. 秋之戀                                                                                       |
| 1980年1月      | 《歸程》             | 海山唱片                     | 國語 | 曲目 1. 歸程 2. 娃娃的故事 3. 七夕雨 4. 母親的笑顔 5. 秋水 6. 與我同行 7. 秋別 8. 情深 9. 秋情 10. 霞光·相思林 11. 寂靜的小巷 12. 思念總在分手後 |
| 1980年7月      | 《美麗與哀愁》       | 海山唱片                     | 國語 | 曲目 1. 美麗與哀愁 2. 歡聚 3. 我從好遠的地方來 4. 那個人 5. 忘形的輕吟 6. 跟著你 7. 星河頌 8. 夢之約 9. 再見雛菊 10. 定情 11. 夜語 |
| 1981年         | 《又見春天》         | 海山唱片                     | 國語 | 曲目 1. 又見春天 2. 你我的小秘密 3. 含羞草 4. 夢裡新娘 5. 秋盼 6. 小風小雨 7. 傘的宇宙 8. 歸情 9. 陪我到海邊散步 10. 整個的縈繞著你 |
| 1982年2月      | 《夕陽伴我歸》       | 海山唱片                     | 國語 | 曲目 1. 別走得太匆匆 2. 小姑娘 3. 情深依舊 4. 四季歌 5. 不要只愛一點點 6. 煙雨斜陽 7. 夕陽伴我歸 8. 紅樓夢 9. 明月寄情 10. 最後一次攜手 11. 默許 12. 改換 |
| 1982年6月      | 《她的名字是愛》     | 海山唱片                     | 國語 | 曲目 1. 溫存的束縛 2. 她的名字是愛 3. 七里香 4. 秋夜的低語 5. 霧 6. 自你走後 7. 悄悄的想念你 8. 小米酒 9. 紅磚路 10. 驚喜 11. 依然匆匆 12. 給吾愛 |
| 1983年5月      | 《星光滿天》         | 百代                         | 國語 | 曲目 1. 口琴的故事 2. 雪花飄 3. 秋意上心頭 4. 過往雲煙 5. 暮 6. 河堤上的傻瓜 7. 含淚的眼 8. 如夢令 9. 永恆的新寵 10. 想不盡是前塵 11. 星光滿天 12. 倩影 |
| 1983年9月      | 《海洋之歌》         | 百代                         | 國語 | 曲目 1. 海洋之歌 2. 深鎖的憂鬱 3. 西莉亞 4. 別後 5. 校園裡的小徑 6. 夢裡的呼喚 7. 從不拒絕歸來 8. 秋日微風 9. 晶瑩的淚光 10. 溫柔夢鄉 11. 玫瑰花園 12. 相見在夢中                                                                                                 |
| 1984年6月      | 《無盡的愛》         | 百代                         | 國語 | 曲目 1. 真實的面孔 2. 無盡的愛 3. 愚昧的等候 4. 旭日東昇 5. 雲的故鄉 6. 就讓它吧 7. 擁抱我 8. 過時的遊戲 9. 只要你能夠 10. 夢裡年華 |
| 1984年12月     | 《浪跡天涯》         | 百代                         | 國語 | 曲目 1. 浪跡天涯 2. 風中哭泣的女孩 3. 散落的詩篇 4. 月月年年不變 5. 想你 6. 遙遠的地方 7. 夢痕 8. 泛黃的書籤 9. 來到我身旁 10. 心碎的告白 |
| 1985年         | 《賀歲》             | 百代，Warner Music Singapore | 國語 | 曲目 1. 新年慶團圓 2. 大家恭喜 3. 幸福年 4. 恭喜恭喜 5. 恭喜發財 6. 萬年紅 7. 財神到 8. 春之晨 9. 新年頌 10. 春天常在我懷裡 11. 四季花開 12. 新年喜洋洋 |
| 1985年8月      | 《情》               | 百代                         | 國語 | 曲目 1. 失去鑰匙的心鎖 2. 黑髮變白髮 3. 夜的傳說 4. 窗前雨 5. 結局 6. 際遇 7. 心中不再有塵埃 8. 請問芳名（新加坡廣播劇《請問芳名》主題曲） 9. 雨季裡的街頭 10. 訣                                                                                                 |
| 1987年1月21日  | 《等待風起》         | 百代／滾石                   | 國語 | 曲目 1. 等待風起 2. 下雨城市 3. 光陰的陷阱 4. 像我這樣的單身女子 5. 就這樣離開你 6. 皇帝與公主（電視劇《皇帝與公主》主題曲） 7. 長相憶 8. 我是如此深愛你 9. 水湄 10. 葉子說                                                                                       |
| 1988年2月10日  | 《女人心》           | 百代／滾石                   | 國語 | 曲目 1. 那一夜你喝了酒 2. 別說可惜 3. 所以讓我愛你 4. You Never Make Me Worry 5. 25歲那年 6. 我只為你美麗 7. 和你一樣 8. 請原諒我 9. 柔弱女子 10. 飛雪 |
| 1988年11月10日 | 《明天，還愛我嗎？》 | 百代／滾石                   | 國語 | 曲目 1. 美麗與哀愁 2. 明天還愛我嗎 3. 孤單 4. 傷心旅店 5. 如夢如煙（電影《春秋茶室》主題曲） 6. 亞瑟潘的四個朋友 7. 譁笑的街 8. 日安憂鬱 9. 生命中的DJ 10. 本城女子                                                                                               |
| 1989年11月2日  | 《跟你說 聽你說》    | 滾石唱片                     | 國語 | 曲目 1. 夢醒時分 2. 你走你的路 3. 傲慢與偏見 4. 愛是唯一的理由 5. 雲的騷動 6. 無言的表示（電影《國中女生》主題曲） 7. 依然想你 8. 愛情走過夏日街 9. 我可以 10. 快樂女郎(演奏曲)                                                                                   |
| 1990年11月13日 | 《一生守候》         | 滾石唱片                     | 國語 | 曲目 1. 情關 （台視電視劇《末代兒女情》主題曲） 2. 一生守候 3. 不要隨便說 Bye Bye 4. 秋日的午後 5. 緊緊擁抱朋友 6. 滾滾紅塵 （電影《滾滾紅塵》主題曲） 7. 東方的朋友 8. 紅樓夢 9. 春去春又回 10. 東方月（樂奏）                                                   |
| 1991年12月5日  | 《聰明糊塗心》       | 滾石唱片                     | 國語 | 曲目 1. 你變了沒有 2. 這樣愛你對不對（電影《莎莎嘉嘉站起來》主題曲） 3. 聰明糊塗心（電視劇《江湖再見》片尾曲） 4. 愛情請進 5. 夜遊 6. Love Comes Again 7. 想你的人沒有睡 8. 當我看你的時候 9. 光的樓梯 10. 你夢到我了嗎 11. 這樣愛你對不對（抒情版） 12. 愛的小語 |
| 1995年6月16日  | 《淑樺盛開》         | 滾石唱片                     | 國語 | 曲目 1. 說，你愛我 2. 愛得比較深 3. 魔力 4. 愛的換日線 5. 聰明的人懂得忘記 6. 預感 7. 不做情人，不做朋友 8. 愛情不再來 9. 拔河 10. Kiss & Tell |
| 1995年12月22日 | 《生生世世》         | 滾石唱片                     | 國語 | 曲目 1. 當真就好（電影《風月》主題曲） 2. 生生世世 3. 明天還愛我嗎 4. 雪花飄 5. 黑髮變白髮 6. 秋意上心頭 7. 紅樓夢 8. 秋別 9. 娃娃已長大 10. 窗前雨 11. 別後無恙 12. 擁抱我                                                                                       |
| 1998年1月13日  | 《失樂園》           | 滾石唱片                     | 國語 | 曲目 1. 失樂園（日本電影《失樂園》台灣主題曲/新加坡電視劇《客家之歌》片尾曲） 2. 打電話給沒有人 3. 愛來時 4. Let Me Know 5. 不想 6. 懲罰 7. 魚 8. 一半一半 9. 太吵 10. 秋天還早                                                                                   |

#### 英語專輯
| 發行日期       | 專輯名稱                                      | 發行公司   | 語言 | 曲目 |
| -------------- | --------------------------------------------- | ---------- | ---- | --- |
| 1978年         | 《陈淑桦 西洋歌曲》"Sarah Chen English Songs" | 森声唱片   | 英语 | 1. Can't Smile Without You 2. Crying Laughing Loving Lying 3. Stay A While 4. Words 5. Dancing Queen 6. Making It With You 7. Just The Way You Are 8. I Honestly Love You 9. Move On 10. Sandy 11. I Can't Believe How Much I Love You 12. Higher and Higher                                      |
| 1983年12月     | 《The Right To Sing》                         | 百代唱片   | 英語 | 曲目 1. The Right to Sing 2. Jealous Lover 3. How Am I Supposed to Live without U 4. Words 5. I Know You When 6. Changes 7. Heartstealer 8. I Really don't Want to Know 9. Love's Got a Line on You 10. Diamonds And Rust                                                                         |
| 1987年6月22日  | 《Miracle of Love》                           | 百代唱片   | 英語 | 曲目 1. Little Girl 2. Miracle of Love 3. If You ever Had a Broken Heart 4. There'll be Sad Songs 5. Every Loser Wins 6. Now and Forever 7. Because I Love You 8. Some Hearts Are Diamonds 9. Somewhere Out There 10. Can't Help Falling In Love 11. Love In Your Eyes 12. Give Me Peace On Earth |
| 1988年12月18日 | 《Hold Me Now》                               | 百代／滾石 | 英語 | 曲目 1. Cello 2. Ebony Eyes 3. STAY 4. I Don't Remember 5. Who's Leavung Who 6. Sukiyaki 7. Hold Me Now 8. Closer 9. Love Song 10. Everytime You Walk In The Room 11. Somewhere In My Heart 12. Wings Of Love                                                                                     |

#### 台語專輯
| 發行日期      | 專輯名稱         | 發行公司 | 語言 | 曲目 |
| ------------- | ---------------- | -------- | ---- | --- |
| 1992年6月19日 | 《淑樺的台灣歌》 | 滾石唱片 | 台語 | 曲目 1. 月夜愁 2. 白牡丹 3. 阮不知啦 4. 秋風夜雨 5. 走馬燈 6. 思想起 7. 河邊春夢 8. 台東人 9. 補破網 10. 孤戀花 11. 思想起（樂奏） |

### 合輯
| 發行日期  | 專輯名稱                        | 發行公司 | 語言 | 曲目 |
| --------- | ------------------------------- | -------- | ---- | --- |
| 1967年    | 《江蕾‧陳淑樺歌唱成名金曲專輯》 | 五虎唱片 | 台語 | 曲目 陳淑樺 1. 水車姑娘 2. 幼兒園愛人 3. 英俊少年家 江蕾 1. 水蛙阿哥哥 2. 可憐流浪兒 3. 蘋菓思情 4. 盲女悲歌 5. 盲女出頭天 6. 傷心的少女 7. 善男信女大拜拜                            |
| 1970年5月 | 《乾杯吧！恰恰》                | 七星唱片 | 國語 | 曲目 陳淑樺 1. 乾杯吧 ! 恰恰 2. 水車姑娘 3. 午夜的吉他 4. 多麼的甜蜜 5. 忘也忘不了 6. 我的心上人 邱武弘 1. 台北今夜還下著雨 2. 深深愛著你 3. 風凄凄意綿綿 4. 幾次淚狂歌 5. 不敢告訴你 |

### 單曲
| 發行日期      | 歌曲名稱                | 專輯名稱                        | 發行公司   | 語言 |
| ------------- | ----------------------- | ------------------------------- | ---------- | ---- |
| 1967年9月     | 水車姑娘                | 《尤雅的阿哥哥》                | 五虎唱片   | 台語 |
| 1970年        | 郎君在那裡              | 《阿美仔的涼心湯》              | 波派唱片   | 台語 |
| 1970年        | 流浪找你一人            | 《阿美仔的涼心湯》              | 波派唱片   | 台語 |
| 1974年        | 交叉線                  | 《歌林金曲》                    | 歌林唱片   | 國語 |
| 1975年6月     | 人趁青春花趁香          | 《無緣做鴛鴦》                  | 五龍唱片   | 台語 |
| 1976年        | 哀愁的風雨橋            | 《愛的羅曼斯》                  | 大三洋唱片 | 台語 |
| 1977年        | 春風情意                | 《失戀葯單真歹開 - 吳青陽之歌》 | 大三洋唱片 | 國語 |
| 1977年        | 基隆山之戀              | 《失戀葯單真歹開 - 吳青陽之歌》 | 大三洋唱片 | 台語 |
| 1980年        | 自由的信使              | 《徵選歌曲專輯6·7》             | 海山唱片   | 國語 |
| 1992年7月17日 | 守住永遠（feat.成龍）   | 《美女與野獸》電影原聲帶        | 滾石唱片   | 國語 |
| 1992年7月17日 | 不死的真愛（feat.成龍） | 《美女與野獸》電影原聲帶        | 滾石唱片   | 粵語 |
| 1993年2月3日  | 笑紅塵                  | 《東方不敗-風雲再起》電影原聲帶 | 滾石唱片   | 國語 |
| 1993年2月3日  | 做個真的我              | 《東方不敗-風雲再起電影原聲帶》 | 滾石唱片   | 粵語 |
| 1994年7月22日 | 如願以償                | 《新滾石九大天王之年度大選》    | 滾石唱片   | 國語 |
| 1995年5月     | 當真就好                | 《風月》電影原聲帶              | 滾石唱片   | 國語 |

### 精選專輯
| 發行日期       | 專輯名稱                         | 發行公司   | 語言 | 曲目 |
| -------------- | -------------------------------- | ---------- | ---- | --- |
| 1978年         | 《明星珍藏集锦8 陈淑桦专辑1》    | 大三洋唱片 | 國語 | 曲目 1. 寒雨曲 2. 小小羊儿要回家 3. 空留回忆 4. 母亲你在何方 5. 秋的怀念 6. 爱神的箭 7. 夜来香 8. 紫丁香 9. 相思河畔 10. 昨夜你对我一笑 11. 苏州河畔 12. 我在静静等你 |
| 1978年         | 《明星珍藏集锦9 陈淑桦专辑2》    | 大三洋唱片 | 國語 | 曲目 1. 到底愛我不愛 (日曲名:女の波止场) 2. 再會吧！心上人 3. 流水寄情 4. 呢喃的燕子 5. 陽光海浪和白雲 6. 我願 7. 長崎之女 8. 初夏戀歌 9. 夜來花香送情郎 10. 雲水故鄉 11. 最後一杯酒(我倆再相逢) 12. 美麗藉口詞(漫步山林間) 13. 愛的小船 14. 山地歌(多情人兒在何方) 15. 小雲雀 |
| 1978年         | 《明星珍藏集锦10 陈淑桦专辑3》   | 大三洋唱片 | 國語 | 曲目 1. 永远的祝福 2. 他的话 (别名:我不是彩虹) 3. 匆匆来匆匆去 4. 初恋滋味甜 5. 悄悄地说再会 6. 我总会念着你 7. 青春乐 8. 春花开在我脸上 (别名:春花开在你脸上) 9. 哑女情深 10. 洒满月光的海上 11. 背影和知音 12. 偿不完的情意 13. 大海蓝天我的心 14. 到哪里再找一个你 15. 不变的爱 16. 片片云片片情 |
| 1991年         | 《陳淑樺精選》                   | 百代唱片   | 國語 | 曲目 1. 海洋之歌 2. 過往雲煙 3. 想你 4. 從不拒絕歸來 5. 秋意上心頭 6. 散落的詩篇 7. 永恆的新寵 8. 雪花飄 9. 來到我身旁 10. 無盡的愛 11. 深鎖的憂鬱 12. 雲的故鄉 13. 只要你能夠 14. 紅頭巾 15. 玫瑰花園 |
| 1988年8月1日   | 《念舊》                         | 百代唱片   | 國語 | 曲目 1. 就让他吧 2. 来到我身边 3. 浪迹天涯 4. 梦里年华 5. 秋意上心头 6. 风中哭泣的女孩 7. 散落的诗篇 8. 如梦令 9. 西莉亚 10. 想你 11. 雪花飘 12. 从不拒绝归来 13. 含泪的眼 14. 海洋之歌 15. 遥远的地方 16. 河堤上的傻瓜 17. 黑发变白发 18. 口琴的故事 |
| 1994年1月27日  | 《愛的進行式》                   | 滾石唱片   | 國語 | 曲目 1. 愛的進行式 2. 夢田 3. 問（電影《詠春》主題曲） 4. 夢醒時分 5. 萍水相逢（電影《阿拉丁》中文主題曲） 6. 這樣愛你對不對（電影《莎莎嘉嘉站起來》主題曲） 7. 滾滾紅塵（電影《滾滾紅塵》主題曲） 8. 情關（電視劇《末代兒女情》主題曲） 9. 笑紅塵（電影《東方不敗之再起風雲》主題曲） 10. 無言的表示（電影《國中女生》主題曲） 11. 聰明糊塗心（電視劇《江湖再見》片尾曲） 12. 流光飛舞（電影《青蛇》主題曲）                                                         |
| 1999年         | 《情牽淑樺》                     | 滾石唱片   | 國語 | 曲目 1. 夢醒時分 2. 那一夜你喝了酒 3. 明天還愛我嗎 4. 無言的表示 5. 這樣愛你對不對 6. 說,你愛我 7. 孤單 8. 亞瑟潘的四個朋友 9. 別說可惜 10. 聰明糊塗心 11. 滾滾紅塵 12. 明明白白我的心 13. 你走你的路 14. 失樂園 15. 愛來時 16. 傲慢與偏見 17. 愛的進行式 18. 海洋之歌 19. 春去春又回 20. 問 21. 情關 22. 浪跡天涯 23. 秋意上心頭 24. 等待風起 25. 黑髮變白髮 26. 夢田 27. 當真就好 28. 一生守候 29. 生生世世                                                         |
| 2003年3月6日   | 《滾石香港黃金十年：陳淑樺精選》 | 滾石唱片   | 國語 | 曲目 1. 你走你的路 2. 滾滾紅塵 3. 夢醒時分 4. 生生世世 5. 一生守候 6. 這樣愛你對不對 7. 愛的進行式 8. 說，你愛我 9. 失樂園 10. 愛是唯一的理由 11. 春去春又回 12. 笑紅塵 13. 愛得比較深 14. 聰明糊塗心 15. 問 |
| 2003年12月26日 | 《給淑樺的一封信》               | 滾石唱片   | 國語 | 曲目 1. 那一夜你喝了酒 2. 別說可惜 3. 我只為你美麗 4. 美麗與哀愁 5. 孤單 6. 夢醒時分 7. 你走你的路 8. 愛情走過夏日街 9. 傲慢與偏見 10. 無言的表示 11. 情關 12. 一生守候 13. 滾滾紅塵 14. 春去春又回 15. 不要隨便說Bye Bye 16. 明明白白我的心 17. 問 18. 聰明糊塗心 19. 這樣愛你對不對 20. 月夜愁 21. 笑紅塵 22. 愛的進行式 23. 夢田 24. 說你愛我 25. 愛得比較深 26. 不做情人不做朋友 27. 愛的換日線 28. 魔力 29. 當真就好 30. 生生世世 31. 明天，還愛我嗎? 32. 失樂園 |

## 獎項
| 年份   | 獎項                                                                | 獲提名                                       | 結果              |
| ------ | ------------------------------------------------------------------- | -------------------------------------------- | ----------------- |
| 1966年 | 中廣「台灣歌謠比賽」第一名                                          |                                              | 獲獎              |
| 1985年 | 金鐘獎最佳女歌手                                                    | 《無盡的愛》                                 | 獲獎              |
| 1990年 | 香港無線國語勁歌金曲國語歌曲過江龍金榜                              | 《夢醒時分》                                 | 獲獎              |
| 1990年 | 第2屆金曲獎最佳年度歌曲獎                                           | 夢醒時分                                     | 提名              |
| 1991年 | 第3屆金曲獎最佳國語歌曲女演唱人獎                                   | 《一生守候》專輯                             | 獲獎              |
| 1991年 | 第10届香港電影金像獎最佳電影歌曲                                    | 《滾滾紅塵》電影主題曲                       | 提名              |
| 1992年 | 香港電台中文流行歌曲第一名                                          | 《明明白白我的心》                           | 獲獎              |
| 1996年 | 第7屆金曲獎最佳國語歌曲女演唱人獎                                   | 《生生世世》專輯                             | 獲獎              |
| 1996年 | 世界華人票選85-95年十大華語金曲                                     | 《夢醒時分》                                 | 獲獎              |
| 2007年 | 新加坡新傳媒戲劇情牽25 《5大最受歡迎新加坡電視連續劇主題曲》        | 《紅頭巾》                                   | 獲獎              |
| 2014年 | 新加坡報業控股中文電臺UFM100.3 2014《U選1000》                      | 《夢醒時分》                                 | 排名 14           |
| 2014年 | 新加坡報業控股中文電臺UFM100.3 2014《U選1000》                      | 《明明白白我的心》 陳淑樺+成龍               | 排名 139          |
| 2014年 | 新加坡報業控股中文電臺UFM100.3 2014《U選1000》                      | 《滾滾紅塵》                                 | 排名 297          |
| 2014年 | 新加坡報業控股中文電臺UFM100.3 2014《U選1000》                      | 《這樣愛你對不對》                           | 排名 586          |
| 2014年 | 新加坡報業控股中文電臺UFM100.3 2014《U選1000》                      | 《你走你的路》 陳淑樺+李宗盛                 | 排名 660          |
| 2014年 | 新加坡報業控股中文電臺UFM100.3 2014《U選1000》                      | 《問》                                       | 排名 839          |
| 2014年 | 新加坡報業控股中文電臺UFM100.3 2014《U選1000》                      | 《笑紅塵》                                   | 排名 876          |
| 2014年 | 新加坡報業控股中文電臺UFM100.3 2014《U選1000》                      | 《一生守候》                                 | 排名 883          |
| 2015年 | 新加坡報業控股中文電臺UFM100.3 2015《U選1000》                      | 《夢醒時分》                                 | 排名 21           |
| 2015年 | 新加坡報業控股中文電臺UFM100.3 2015《U選1000》                      | 《明明白白我的心》 陳淑樺+成龍               | 排名 288          |
| 2015年 | 新加坡報業控股中文電臺UFM100.3 2015《U選1000》                      | 《滾滾紅塵》                                 | 排名 387          |
| 2015年 | 新加坡報業控股中文電臺UFM100.3 2015《U選1000》                      | 《問》                                       | 排名 664          |
| 2015年 | 新加坡報業控股中文電臺UFM100.3 2015《U選1000》                      | 《你走你的路》陳淑樺+李宗盛                  | 排名 762          |
| 2015年 | 新加坡報業控股中文電臺UFM100.3 2015《U選1000》                      | 《聰明糊塗心》                               | 排名 851          |
| 2015年 | 新加坡報業控股中文電臺UFM100.3 2015《U選1000》                      | 《傲慢與偏見》                               | 排名 991          |
| 2015年 | CCTV數字飆榜 香港電影十大武俠金曲排名                               | 《笑紅塵》（電影“東方不敗之再起風雲”主題曲） | 冠軍              |
| 2015年 | CCTV數字飆榜 香港電影十大武俠金曲排名                               | 《流光飛舞》（電影“青蛇”主題曲）             | 第8               |
| 2016年 | 新加坡報業控股中文電臺UFM100.3 2016《U選1000》                      | 《夢醒時分》                                 | 排名 44           |
| 2016年 | 新加坡報業控股中文電臺UFM100.3 2016《U選1000》                      | 《明明白白我的心》 陳淑樺+成龍               | 排名 428          |
| 2016年 | 新加坡報業控股中文電臺UFM100.3 2016《U選1000》                      | 《滾滾紅塵》                                 | 排名 620          |
| 2016年 | 新加坡報業控股中文電臺UFM100.3 2016《U選1000》                      | 《問》                                       | 排名 721          |
| 2016年 | 新加坡報業控股中文電臺UFM100.3 2016《U選1000》                      | 《這樣愛你對不對》                           | 排名 789          |
| 2016年 | 新加坡報業控股中文電臺UFM100.3 2016《U選1000》                      | 《你走你的路》 陳淑樺+李宗盛                 | 排名 926          |
| 2016年 | 新加坡報業控股中文電臺UFM100.3 2016《U選1000》                      | 《笑紅塵》                                   | 排名 970          |
| 2017年 | 新加坡報業控股中文電臺UFM100.3 2017《U選1000》                      | 《夢醒時分》                                 | 排名 53           |
| 2017年 | 新加坡報業控股中文電臺UFM100.3 2017《U選1000》                      | 《明明白白我的心》 陳淑樺+成龍               | 排名 430          |
| 2017年 | 新加坡報業控股中文電臺UFM100.3 2017《U選1000》                      | 《滾滾紅塵》                                 | 排名 658          |
| 2017年 | 新加坡報業控股中文電臺UFM100.3 2017《U選1000》                      | 《問》                                       | 排名 681          |
| 2017年 | 新加坡報業控股中文電臺UFM100.3 2017《U選1000》                      | 《這樣愛你對不對》                           | 排名 869          |
| 2018年 | 新加坡報業控股中文電臺UFM100.3 2018《U選1000》                      | 《夢醒時分》                                 | 排名 233          |
| 2018年 | 新加坡報業控股中文電臺UFM100.3 2018《U選1000》                      | 《明明白白我的心》 陳淑樺+成龍               | 排名 731          |
| 2018年 | 新加坡報業控股中文電臺UFM100.3 2018《U選1000》                      | 《滾滾紅塵》                                 | 排名 807          |
| 2018年 | 新加坡報業控股中文電臺96.3好FM 《十大巨星》發燒榜                   | 十大女巨星-陳淑樺                            | 10大巨星 獲獎     |
| 2019年 | 新加坡報業控股中文電臺UFM100.3 2019《U選1000》                      | 《夢醒時分》                                 | 排名 177          |
| 2019年 | 新加坡報業控股中文電臺UFM100.3 2019《U選1000》                      | 《明明白白我的心》 陳淑樺+成龍               | 排名 587          |
| 2019年 | 新加坡報業控股中文電臺UFM100.3 2019《U選1000》                      | 《滾滾紅塵》                                 | 排名 809          |
| 2019年 | 新加坡報業控股中文電臺96.3好FM 《好歌發燒榜》情歌對唱-十強榜單      | 《明明白白我的心》 陳淑樺+成龍               | 10強榜單 亞軍     |
| 2019年 | 新加坡報業控股中文電臺96.3好FM 《好歌發燒榜》情歌對唱-十強榜單      | 《萍水相逢》 陳淑樺+周華健                   | 入圍100大         |
| 2019年 | 新加坡報業控股中文電臺96.3好FM 《好歌發燒榜》情歌對唱-十強榜單      | 《當真就好》 陳淑樺+張國榮                   | 入圍100大         |
| 2019年 | 新加坡報業控股中文電臺96.3好FM 《好歌發燒榜》情歌對唱-十強榜單      | 《你走你的路》 陳淑樺+李宗盛                 | 入圍100大         |
| 2019年 | 新加坡報業控股中文電臺96.3好FM 《好歌發燒榜》情歌對唱-十強榜單      | 《守住永遠》 陳淑樺+成龍                     | 入圍100大         |
| 2019年 | 新加坡報業控股中文電臺96.3好FM 《好歌發燒榜》臺灣民謠-十強榜單      | 《夕陽伴我歸》                               | 10強榜單 季軍     |
| 2019年 | 新加坡報業控股中文電臺96.3好FM 《好歌發燒榜》臺灣民謠-十強榜單      | 《七夕雨》                                   | 入圍100大         |
| 2019年 | 新加坡報業控股中文電臺96.3好FM 《好歌發燒榜》臺灣民謠-十強榜單      | 《娃娃的故事》                               | 入圍100大         |
| 2019年 | 新加坡報業控股中文電臺96.3好FM 《好歌發燒榜》臺灣民謠-十強榜單      | 《口琴的故事》                               | 入圍100大         |
| 2019年 | 新加坡報業控股中文電臺96.3好FM 《好歌發燒榜》臺灣民謠-十強榜單      | 《浪跡天涯》                                 | 入圍100大         |
| 2019年 | 新加坡報業控股中文電臺96.3好FM 《好歌發燒榜》熱門八十-十強榜單      | 《夢醒時分》                                 | 10強榜單 第4      |
| 2019年 | 新加坡報業控股中文電臺96.3好FM 《好歌發燒榜》熱門八十-十強榜單      | 《滾滾紅塵》                                 | 入圍100大         |
| 2019年 | 新加坡報業控股中文電臺96.3好FM 《好歌發燒榜》熱門八十-十強榜單      | 《問》                                       | 入圍100大         |
| 2019年 | 新加坡報業控股中文電臺96.3好FM 《好歌發燒榜》熱門八十-十強榜單      | 《含淚的眼》                                 | 入圍100大         |
| 2019年 | 新加坡報業控股中文電臺96.3好FM 《好歌發燒榜》輝煌九零-十強榜單      | 《這樣愛你對不對》                           | 10強榜單 第4      |
| 2019年 | 新加坡報業控股中文電臺96.3好FM 《好歌發燒榜》輝煌九零-十強榜單      | 《聰明糊塗心》                               | 30強好歌          |
| 2019年 | 新加坡報業控股中文電臺96.3好FM 《好歌發燒榜》輝煌九零-十強榜單      | 《愛得比較深》                               | 入圍100大         |
| 2020年 | 新加坡報業控股中文電臺UFM100.3 2020《U選1000》(1990年起）           | 《明明白白我的心》陳淑樺+成龍                | 排名 247↑         |
| 2020年 | 新加坡報業控股中文電臺UFM100.3 2020《U選1000》(1990年起）           | 《滾滾紅塵》                                 | 排名 337↑         |
| 2020年 | 新加坡報業控股中文電臺UFM100.3 2020《U選1000》(1990年起）           | 《問》                                       | 排名 385 重新上榜 |
| 2020年 | 新加坡報業控股中文電臺UFM100.3 2020《U選1000》(1990年起）           | 《這樣愛你對不對》                           | 排名 650 重新上榜 |
| 2020年 | 新加坡報業控股中文電臺UFM100.3 2020《U選1000》(1990年起）           | 《笑紅塵》                                   | 排名 865 重新上榜 |
| 2020年 | 新加坡報業控股中文電臺96.3好FM 2020《好歌發燒榜》熱門八十（女歌手） | 《夢醒時分》                                 | 10強榜單 亞軍     |
| 2020年 | 新加坡報業控股中文電臺96.3好FM 2020《好歌發燒榜》熱門八十（女歌手） | 《紅頭巾》                                   | 10強榜單 第5      |
| 2020年 | 新加坡報業控股中文電臺96.3好FM 2020《好歌發燒榜》熱門八十（女歌手） | 《口琴的故事》                               | 30強好歌          |
| 2020年 | 新加坡報業控股中文電臺96.3好FM 2020《好歌發燒榜》熱門八十（女歌手） | 《秋意上心頭》                               | 30強好歌          |
| 2020年 | 新加坡報業控股中文電臺96.3好FM 2020《好歌發燒榜》熱門八十（女歌手） | 《浪跡天涯》                                 | 入圍100大         |
| 2020年 | 新加坡報業控股中文電臺96.3好FM 2020《好歌發燒榜》熱門八十（女歌手） | 《嘩笑的街》                                 | 入圍100大         |
| 2020年 | 新加坡報業控股中文電臺96.3好FM 2020《好歌發燒榜》熱門八十（女歌手） | 《無言的表示》                               | 入圍100大         |
| 2020年 | 新加坡報業控股中文電臺96.3好FM 2020《好歌發燒榜》輝煌九零（女歌手） | 《問》                                       | 10強榜單 冠軍     |
| 2020年 | 新加坡報業控股中文電臺96.3好FM 2020《好歌發燒榜》輝煌九零（女歌手） | 《滾滾紅塵》                                 | 10強榜單 第4      |
| 2020年 | 新加坡報業控股中文電臺96.3好FM 2020《好歌發燒榜》輝煌九零（女歌手） | 《一生守候》                                 | 30強好歌          |
| 2020年 | 新加坡報業控股中文電臺96.3好FM 2020《好歌發燒榜》輝煌九零（女歌手） | 《這樣愛你對不對》                           | 30強好歌          |
| 2020年 | 新加坡報業控股中文電臺96.3好FM 2020《好歌發燒榜》輝煌九零（女歌手） | 《笑紅塵》                                   | 30強好歌          |
| 2020年 | 新加坡報業控股中文電臺96.3好FM 2020《好歌發燒榜》輝煌九零（女歌手） | 《聰明糊塗心》                               | 入圍100大         |
| 2020年 | 新加坡報業控股中文電臺96.3好FM 2020《好歌發燒榜》輝煌九零（女歌手） | 《愛的進行式》                               | 入圍100大         |
| 2020年 | 新加坡報業控股中文電臺96.3好FM 2020《好歌發燒榜》男女對唱           | 《明明白白我的心》 陳淑樺+成龍               | 10強榜單 亞軍     |
| 2020年 | 新加坡報業控股中文電臺96.3好FM 2020《好歌發燒榜》男女對唱           | 《你走你的路》 陳淑樺+李宗盛                 | 10強榜單 第8      |
| 2020年 | 新加坡報業控股中文電臺96.3好FM 2020《好歌發燒榜》男女對唱           | 《萍水相逢》 陳淑樺+周華健                   | 入圍100大         |
| 2020年 | 新加坡報業控股中文電臺96.3好FM 2020《好歌發燒榜》男女對唱           | 《當真就好》 陳淑樺+張國榮                   | 入圍100大         |
| 2020年 | 新加坡報業控股中文電臺96.3好FM 2020《好歌發燒榜》男女對唱           | 《守住永遠》 陳淑樺+成龍                     | 入圍100大         |
| 2021年 | 新加坡報業控股中文電臺UFM100.3 2021《U選1000》(1991年起）           | 《問》                                       | 排名 255↑         |
| 2021年 | 新加坡報業控股中文電臺UFM100.3 2021《U選1000》(1991年起）           | 《這樣愛你對不對》                           | 排名 271↑         |
| 2021年 | 新加坡報業控股中文電臺UFM100.3 2021《U選1000》(1991年起）           | 《明明白白我的心》陳淑樺+成龍                | 排名 285↓         |
| 2021年 | 新加坡報業控股中文電臺96.3好FM 2021《好歌發燒榜》5強榜單 - 陳淑樺   | 《夢醒時分》                                 | 第1               |
| 2021年 | 新加坡報業控股中文電臺96.3好FM 2021《好歌發燒榜》5強榜單 - 陳淑樺   | 《問》                                       | 第2               |
| 2021年 | 新加坡報業控股中文電臺96.3好FM 2021《好歌發燒榜》5強榜單 - 陳淑樺   | 《這樣愛你對不對》                           | 第3               |
| 2021年 | 新加坡報業控股中文電臺96.3好FM 2021《好歌發燒榜》5強榜單 - 陳淑樺   | 《滾滾紅塵》                                 | 第4               |
| 2021年 | 新加坡報業控股中文電臺96.3好FM 2021《好歌發燒榜》5強榜單 - 陳淑樺   | 《笑紅塵》                                   | 第5               |
| 2021年 | 5強榜單 - 張國榮                                                    | 《當真就好》 陳淑樺+張國榮                   | 第1               |
| 2021年 | 5強榜單 - 李宗盛                                                    | 《你走你的路》 陳淑樺+李宗盛                 | 第1               |

## 外部連結
- 陳淑樺在香港影庫上的簡介
- YouTube上的陳淑樺頻道
- 陳淑樺(Sarah Chen)的歷年專輯與介紹- KKBOX  （页面存档备份，存于）
- 陳淑樺在華文影史庫上的簡介 （页面存档备份，存于）
- 陳淑樺記憶的門中英文网站
- 陳淑樺,祝福

| 前任： 蕭孋珠 | 金鐘獎最佳女歌星獎 1985 | 繼任： 王芷蕾 |